# Tramwaje w Kownie
Tramwaje w Kownie – zlikwidowany system komunikacji tramwajowej w litewskim mieście Kowno.
Linię tramwaju konnego w Kownie uruchomiono 24 maja 1892. Tramwaje kursowały po torze o szerokości 1524 mm na trasie Dworzec – Ratusz o długości 3,2 km. Tramwaje zlikwidowano w kwietniu 1929. Do obsługi linii posiadano około 6 wagonów. W latach 1914–1936 w Kownie działał tramwaj parowy.